# Kelly Marie Tran
Kelly Marie Tran (født Trần Loan den 17. januar 1989) er en amerikansk skuespiller. Efter at have begyndt sin skuespillerkarriere i 2011, hvor mange af hendes roller var i kortfilm og tv-serier, fik hun sit gennembrud i rollen som Rose Tico i Star Wars-efterfølger-trilogien; The Last Jedi (2017) og The Rise of Skywalker (2019). I 2021 lagde hun stemme til den engelske version af Disneys animationsfilm Raya og den sidste drage.